# 小原古邨
小原 古邨（おはら こそん、1877年（明治10年）2月9日-1945年（昭和20年）1月4日）は、明治時代から昭和時代にかけての日本画家・木版画の下絵師。祥邨（しょうそん）、豊邨（ほうそん）の号も持つ。

## 画業

### 『浮世絵師伝』での記述とその問題点
古邨研究の最重要資料とされる『浮世絵師伝』での祥邨（後述）項を引用する。なお、旧字体は常用漢字に直した。振り仮名は略した。
但し、この記述には2点、問題がある。
1. 「上京して鈴木華邨に学ぶ」とあるが、華邨は1889年から93年（明治22-26年）にかけて、石川県立工業高校[注釈 2]教授に着任しており[6]、10代前半の古邨は、金沢で華邨に師事したのではと、森山悦乃は仮定し[7]、エイミー・レイグル・ニューランドも、華邨の離任後、師に従って上京したとしている[8]。小池満紀子は、古邨が工業高校に在籍した記録が見つからない点から、1882年（明治15年）に父為則が亡くなったことにより上京して、その後に華邨に師事した可能性も考慮すべきだろうとする[9]。
2. 「氏の描写は、草木、鳥獣等は悉く写生に基き」とあるが、ニューランドは、鳥類の解剖学上の不正確さを指摘している[10][注釈 3][注釈 4]。

### 『浮世絵師伝』以外の記録
華邨から古邨の号を戴いたのち、1899年から1903年（明治32-36年）にかけ、公募展に計8回、肉筆画、則ち絵画で応募している。その内の4回で「二等褒章」を得ているが、1902年（明治35年）の第12回絵画共進会の場合だと、二等褒章受章者は65名、その上の一等褒章は24名、さらに上の銅牌は10名、銀牌は10名も居り、日野原に言わせれば「数多いる画家のなかに埋もれた存在でしかなかった」。また1903年（明治36年）には、高橋鐵太郎 『海洋審美論』にて表紙・挿絵を担当し、冒頭見開きでの荒海の中の帆船図には、「古邨」落款が記される。高橋は序において「青年画家中に於て前途有望の聞えある小原古村（ママ）君」と記すが、前述した日野原の「埋もれた存在」や、小池も「展覧会での評価が見いだせない」と指摘している。
1899年（明治32年）には、フェノロサと出版社主催による、ニューヨークでの展覧会で、古邨作品が紹介される
1901年（明治34年）より、版画下絵師としての活動が始まる。小林文七の版元より『花鳥画帖』を版行。
1904-05年（明治37-38年）には、他の絵師同様、日露戦争の戦闘場面3枚続き作品を3点残しているが、版元は不明である。
1906年（明治39年）から1912年（明治45年）頃にかけて、秋山武右衛門の滑稽堂と、松木平吉 (5代目) の（大黒屋）から花鳥画を版行した。
前者では、シルエットを活かした水辺の光景などを描いた。後者に関しては、永田生慈が「Ｍ氏録」と名付けた史料を紹介している。
版行種数の多さや、ドイツからの特注品があったことが分かる。

彼の下絵は、江戸時代の浮世絵のように、版下 (浮世絵)の輪郭線だけを描き、それに色指定をするのではなく、日本画の本画 同様、絹地に着彩したもので、それを湿板写真で撮影し、現像後、乳剤面をガラス板から剥がし、それを版木に貼って彫り出した。
『浮世絵師伝』では、「大正元年より祥邨と改め」とあるが、大正年間の祥邨肉筆画は、数点しか確認されていない。
1926年（大正15年）頃から 渡辺庄三郎の版元から祥邨名義で本格的に手摺木版画（おおよそ１００点）の版行を始めた。
祥邨名義での肉筆作品に関しては、「廣岡祥邨」なる画家の作品が多く存在することから区別を要する(印譜内部に「廣岡」との記載を確認できる作品に「祥邨」との落款のある肉筆作品、美人画・花鳥画・動物画が多数存在する。小原古邨に廣岡姓との結びつきが特に確認できないことから、現時点では別人物と認識するしかない)。
また昭和初期には、「豊邨」号で、川口商会と酒井好古堂との合同版元からも版行した。祥邨から号を変えたのは、渡辺庄三郎への義理を重んじたからとされる。
明治期の大黒屋・滑稽堂からの版行は、『浮世絵師伝』及び「Ｍ氏録」に見られるように、角判若しくは横幅が狭い短冊判が多かったが、昭和期の渡邊版、川口・酒井合同版では専ら大判で版行された。明治期に短冊判が多く出たのは、広重及び北斎の花鳥画が、短冊判で多く版行されたことに倣ったのだろうと日野原は見なす。

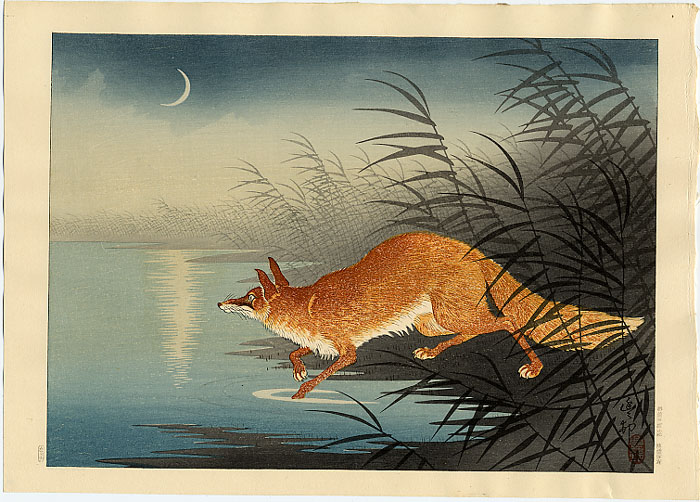
狐（古邨）

## 作品数・所蔵先
版画の作品数は、およそ550点と、ニューランドは見なしている。
国内でのまとまった所蔵先は、専ら輸出用だった為もあり、遺族所有分、藤懸静也旧蔵の東京国立近代美術館 と、200点強を所蔵する原安三郎コレクション、そして原画や試し摺り、版木を所有する、版元の渡邊木版美術画舗等に限られる。
国外では1940年に訪日経験のある画商ロバート・ムラーが遺贈した アーサー・M・サックラー・ギャラリー、ボストン美術館、大英博物館などに所蔵されている。

## 展覧会
国内での最初の大々的な展覧会は、1998年の平木浮世絵美術館 である。その後、2018年には茅ケ崎市美術館、翌2019年には太田記念美術館、2020年には山口県立萩美術館・浦上記念館で展覧会が開かれ、関連書籍に、雑誌特集も発刊された。
国外で最初に開催された古邨展覧会は、1975年のシカゴ美術館である。

## 作品
古邨
- 「雁」 滑稽堂 (明治後期)アーサー・M・サックラー・ギャラリー所蔵
- 「樹上の鷺」 同上 (明治後期) 同上
- 「雛鳥」松木平吉 (5代目) (明治後期) 同上
- 「蓮」 同上 (大正から昭和初期) 同上
- 「狐」 渡辺版画店 (大正から昭和初期) 同上
- 「雁」 同上 (1926年（大正15・昭和元年）)

祥邨
- 「鴨九羽」 渡辺版画店 (1926-43年 (大正15-昭和18年)) 東京国立近代美術館所蔵
- 「猫と金魚」 同上
- 「波に千鳥」 同上
- 「鯉」 同上
- 「芦に鴫」 同上

豊邨
- 「オカメインコ」 川口版 (昭和初期)

### 図版

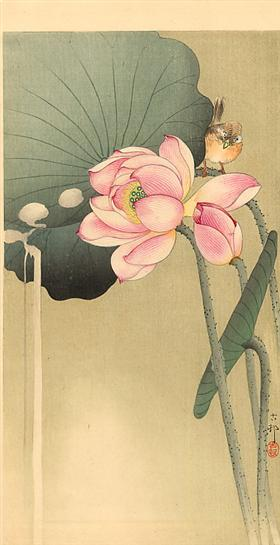
古邨
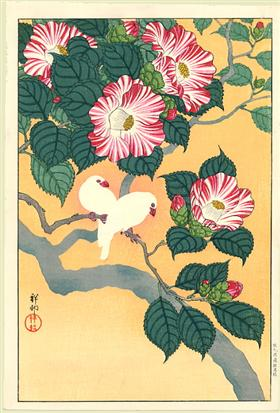
祥邨
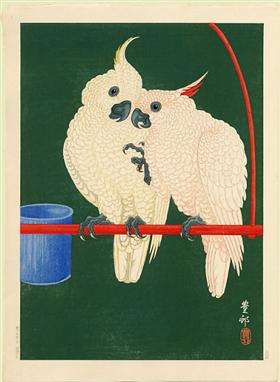
「オカメインコ」豊邨
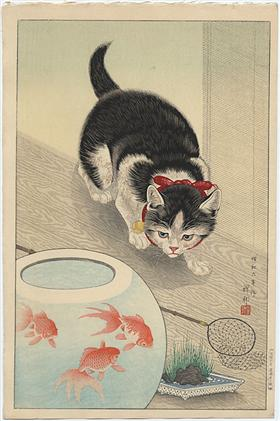
猫と金魚 (1931年)